# Rudi Bogaerts
Rudi Bogaerts (Sint-Truiden, 1964) is een Vlaams (Belgisch) beeldend kunstenaar.
De kunstenaar woont en werkt in Gent.

## Biografie
Bogaerts groeide op in het Haspengouwse dorp Melveren nabij Sint-Truiden. In 1984 trok hij naar Gent om aan de Koninklijke Academie voor Schone Kunsten te studeren. Hij begon de opleiding schilderkunst bij o.a. Marc Maet nadien fotografie & film bij o.a. Carl De Keyzer .
Nadat hij in 1990 afstudeert vestigt hij zich als fotograaf te Gent. In 1991 start hij samen met Leen Depooter het grafisch bureau Quod te Gent.
In 1999 maakt hij een in-situproject "De Ontmoetingsmuur" voor het Brussels Parlementsgebouw. Dit werk geeft een nieuwe wending aan zijn oeuvre. Enkele jaren later staakt hij zijn commerciële carrière als fotograaf om zich verder te ontplooien als beeldend kunstenaar.
Zijn werken reageren direct op de omgeving en vertrekken van de alledaagse ervaringen van de kunstenaar. Vaak zijn dit ingelijste gevallen die onopgemerkt voorbij zouden gaan in hun oorspronkelijke context. Met een conceptuele benadering reflecteert hij op de nauw verwante onderwerpen van archief, geheugen en actuele thema's. Dit resulteert vaak in een onderzoek van zowel de menselijke behoefte aan 'sluitende' verhalen als de vraag of anekdotes die de geschiedenis 'verdichten'.

## Monografische Publicatie
"Hinweise zum lexikon", 2009, Les Cahiers d'Aline, 32 pagina's, ISBN 978-94-901-3600-0 (met een essay van Inge Braeckman).
"Blind spot observer", 2015, Les Cahiers d'Aline, 36 pagina's, (tekst Luc Beernaert).

## Permanente Installaties
- "Positions", CEI construct, 2001, Neder-Over-Heembeek (België)
- "De Ontmoetingsmuur-Mur de Rencontre", Brussels Hoofdstedelijk Parlement, 1999, Brussel (België)